# (894) Erda
(894) Erda es un asteroide perteneciente al cinturón de asteroides descubierto el 4 de junio de 1918 por Maximilian Franz Wolf desde el observatorio de Heidelberg-Königstuhl, Alemania.
Está nombrado por Erda, una diosa de la mitología nórdica.